# Cryptodendrum adhaesivum

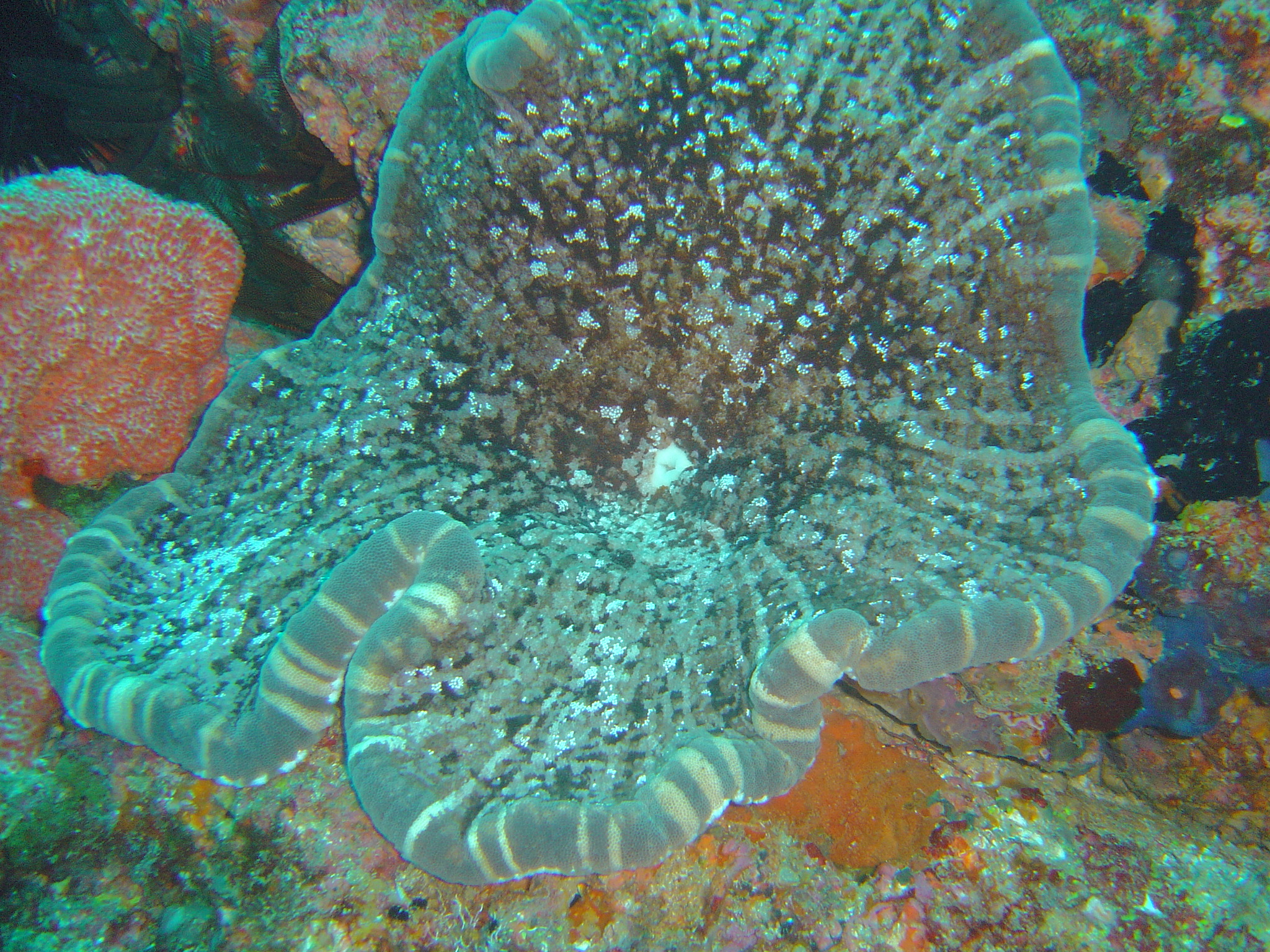
Cryptodendrum adhaesivum en Guinjata bay, Mozambique.

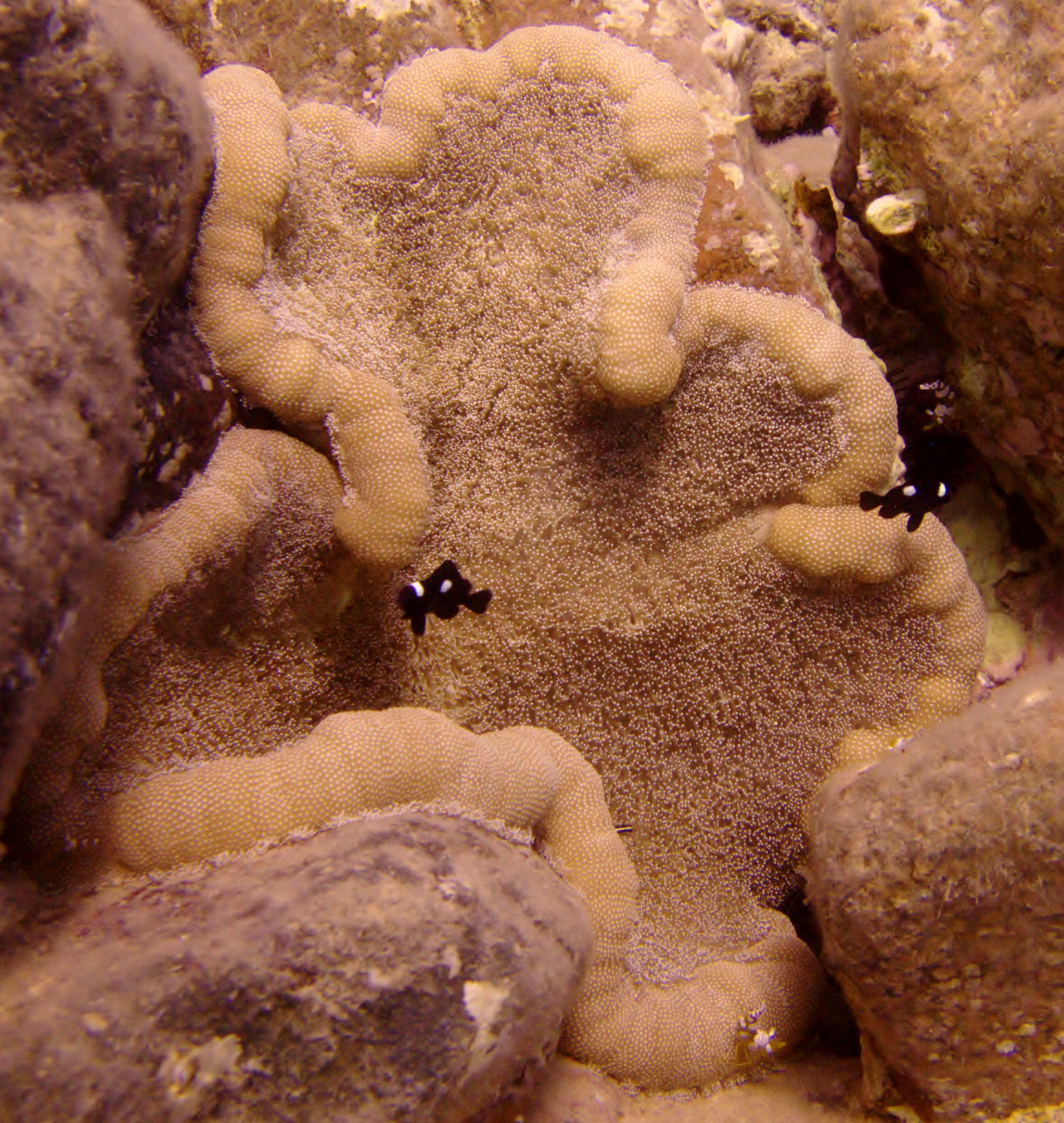
Cryptodendrum adhaesivum, Dascyllus trimaculatus y Thor amboinensis. Dhahab, Egipto.

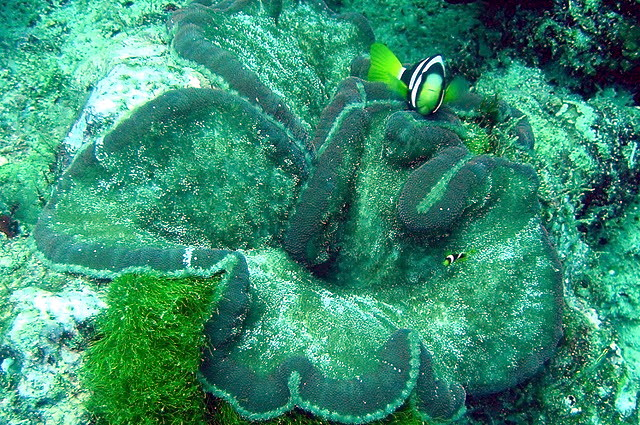

La anémona adhesiva (Cryptodendrum adhaesivum) es una especie marítima de la familia Thalassianthidae, y la única del género Cryptodendrum.
Puede vivir en asociación mutualista con los peces payaso Amphiprion clarkii y con los peces damisela Dascyllus trimaculatus.

## Morfología
Tiene forma de disco circular plano, grueso y aterciopelado. Mide hasta 35 cm de diámetro.
El pie de la anémona está oculto y configurado para ser usado en alguna ranura de roca o coral, que le servirá como refugio en caso de peligro. La capa puede ser perfectamente plana o ligeramente ondulada. El borde de la anémona se presenta hinchado y parece como con un dobladillo. Este borde y el disco central, a menudo tienen colores contrastantes, que pueden ser muy brillantes. 
El disco oral se cubre con tentáculos, excepto alrededor de la boca, que presentan coloración fucsia, amarillo, verde o blanca, que contrasta con el del disco. Los tentáculos son muy cortos, de menos de medio centímetro de largo, y muy pegajosos. Son de dos tipos: En el disco, los tentáculos se ramifican y parecen guantes en miniatura. En el borde exterior del disco oral, los tentáculos están ramificados, y a veces tienen una pequeña bola en forma de bulbo. Los tentáculos de la parte más externa del disco son a menudo como los que se encuentran en el centro, pero con menos ramas. Ambas formas de tentáculos tienen diferentes colores, por ejemplo combinaciones de color amarillo con rosado, azul con gris o verde con marrón.

## Distribución y hábitat
Se encuentra en aguas tropicales del mar Rojo y de los océanos Índico y Pacífico, desde las Maldivas hasta las islas Marquesas y el sur de Japón. 
Prefiere las zonas soleadas con grietas. Su pie está configurado para moverse sobre un sustrato duro. Ocurre con mucha frecuencia en los corales ramificados masivos. Vive principalmente entre 0 y 5 m de profundidad, pero puede ocurrir hasta 10 m de profundidad máxima.

## Alimentación
Las anémonas contienen algas simbióticas llamadas zooxantelas. Las algas realizan la fotosíntesis produciendo oxígeno y azúcares, que son aprovechados por las anémonas, y se alimentan de los catabolitos de la anémona (especialmente fósforo y nitrógeno). No obstante, las anémonas se alimentan tanto de los productos que generan estas algas (entre un 75 y un 90 %), como de las presas de zooplancton o peces, que capturan con sus tentáculos.

## Reproducción
Las anémonas se reproducen tanto asexualmente, por división, en la que el animal se divide por la mitad de su boca formando dos clones; o utilizando glándulas sexuales, encontrando un ejemplar del sexo opuesto. En este caso, se genera una larva plánula ciliada que caerá al fondo marino y desarrollará un disco pedal para convertirse en una nueva anémona.